# Костылев, Валентин Иванович
Валентин Иванович Костылев (1884—1950) — русский прозаик, известный преимущественно своими историческими романами. Является лауреатом Сталинской премии второй степени (1948) за роман-трилогию «Иван Грозный».

## Биография
Родился 3 (15) марта 1884 года в Москве в семье железнодорожного служащего. Окончил Московское городское трёхклассное училище (1894). Первый рассказ опубликовал в журнале «Развлечение» в 1903 году. После революции был журналистом и партийным работником, с 1922 года жил в Нижнем Новгороде. После 1935 года выступал как романист. Член ВКП(б) с 1944 года.
Получил известность благодаря трилогии «Иван Грозный» (1943—1947). В. И. Костылев умер 29 августа 1950 года. Похоронен в Москве на Новодевичьем кладбище (участок № 2).

## Награды и премии
- Сталинская премия второй степени (1948) — за историческую трилогию «Иван Грозный» (1943—1947)[1]
- Орден Трудового Красного Знамени (14.03.1944) — за заслуги в области художественной литературы и в связи с 60-летием со дня рождения
- медали

## Сочинения
- Избранные сочинения в 6-ти томах, 1951—1952

### Романы
- Хвойный шторм, 1935, переработанное издание под названием «Счастливая встреча», 1947 (о революционных событиях в Заволжье)
- Питирим, 1936, переработанное издание — 1948 (об эпохе Петра I)
- Жрецы, 1937 (об эпохе Елизаветы Петровны)
- Козьма Минин, 1939
- Иван Грозный: роман-трилогия, 1943—1947
- Андрей Чохов: Историческая повесть. — М.—Л.: Детгиз, 1947.